# Bad Bunny
Pour les articles homonymes, voir Bunny.
Bad Bunny, est un rappeur, chanteur, producteur, acteur et catcheur portoricain, né  Benito Ocasio le 10 mars 1994 à Bayamón (Puerto Rico),,. Considéré comme le plus grand chanteur de reggaeton de l'histoire avec Daddy Yankee, il détient avec Un verano sin ti, le record de l’album le plus streamé de l'histoire de Spotify.
Son style musical se définit comme de la trap latino et du reggaeton. Il se fait connaître en 2016 avec sa chanson Diles et continue de gagner en popularité avec des chansons telles que Soy peor (es) et en collaborant avec Farruko, Karol G, Ozuna, J Balvin et Drake. Il est reconnu pour avoir aidé la musique hispanophone à atteindre une popularité mondiale. En 2023, il devient le premier chanteur en langue espagnole à voir l'un de ses albums (Un verano sin ti) nommés aux Grammy Awards dans la catégorie « album de l'année ». En 2020, il devient le premier artiste non anglophone le plus écouté de l'année sur la plateforme musicale Spotify.

## Biographie

### Jeunesse
Le père de Benito Martínez Ocasio, Tito Martínez, est chauffeur routier et sa mère, Lysaurie Ocasio, est une institutrice à la retraite,. Sa mère écoute souvent de la salsa, du merengue et des ballades. Il a deux frères plus jeunes, Bernie et Bysael. Il a dit : « Je ne suis pas le gamin qui fréquente les rues. J'aime être à la maison avec ma famille. » Enfant, il va à l'église toutes les semaines avec sa mère catholique et chante dans la chorale jusqu'à l'âge de treize ans. Après avoir quitté la chorale, il s'intéresse aux artistes qu'il entend à la radio, notamment Daddy Yankee et Héctor Lavoe.
Son nom de scène vient d'une époque où il fut contraint de porter un costume de lapin à l'école, ce qui provoqua sa colère visible sur une photographie. Dès l'âge de quatorze ans, il commence à écrire ses chansons et se produit dans les bars et les clubs, bâtissant ainsi une carrière prometteuse. Lors d'une interview, il confie que le jour où il fit l'amour pour la première fois lui inspira une composition musicale.

### Débuts (2013–2019)
Il commence à écrire et à créer ses propres interprétations à l'âge de quatorze ans jusqu'à ce que, en 2013, il publie ses chansons sur SoundCloud, notamment Get en 2013, Tentación en 2014, Just Let Me Know en 2015, entre autres.
En 2016, sa chanson Diles attire l'attention d'un DJ sur la plateforme musicale qui le signe dans son label, Hear this Music,. À l'été 2017, Bad Bunny change de label par un contrat avec Cardenas Marketing Network dans plusieurs pays d'Amérique latine. À partir de novembre 2017, il présente la première émission en espagnol Trap Kingz sur Beats 1.
En mai 2018, la rappeuse américaine Cardi B sort une collaboration avec Bad Bunny et J Balvin. Le 11 octobre 2018, le rappeur portoricain apparaît sur le titre MIA du rappeur canadien Drake. Il sort son premier album X 100pre (en) le 24 décembre 2018, la veille de Noël, sur le label  Rimas Entertainment (en).
Le 28 juin 2019, Bad Bunny publie Oasis, un album de huit chansons en duo avec J Balvin.

### DeYHLQMDLGàLas que no iban a salir(2020–2021)
En février 2020, Bad Bunny est invité à se produire sur la scène pendant le show de la mi-temps du Super Bowl LIV, aux côtés de Shakira et Jennifer Lopez. Il annonce l'album YHLQMDLG le 27 février 2020, lors de l'émission The Tonight Show Starring Jimmy Fallon et déclare que l'album est commercialisé pour le 29 février 2020,. Le titre de l'album signifie Yo hago lo que me da la gana (en français « Je fais ce que je veux ») et contient des collaborations avec Daddy Yankee, Yaviah, Jowell y Randy (en) et Ñengo Flow. L'album est un hommage aux marquesinas (fêtes) où le rappeur a grandi, et comporte de nombreux clins d'œil au reggaeton des années 2000. Sur la dernière chanson de l'album, <3, l'artiste annonce son intention d'arrêter la musique avec les paroles « Dans neuf mois, j'en sortirai un autre, pour me retirer calmement comme Miguel Cotto », faisant référence au boxeur portoricain retraité. Il explique que le stress de la célébrité a un impact négatif sur sa santé mentale. Le 4 avril 2020, il publie la chanson En casita sur SoundCloud, exprimant la solidarité envers les autres personnes en confinement lié à la pandémie de Covid-19 et comporte la voix de sa petite amie, Gabriela Berlingeri. Le 10 mai 2020, le rappeur sort un nouvel album intitulé Las que no iban a salir sans annonce et sans publicité. Le titre de l'album se traduit par « Celles qui n'allaient pas sortir » et est principalement une compilation de chansons inédites ou inachevées. Des chansons de l'album sont jouées lors d'un live sur Instagram réalisé fin avril. L'album comporte des collaborations avec Don Omar, Yandel, Zion y Lennox, Nicky Jam et Jhay Cortez. À propos de la sortie surprise de l'album, Bad Bunny explique : « Il n'y a pas vraiment de signification derrière. Je me suis juste dit que ce dont les gens ont besoin, c'est du divertissement ». Il a tourné dans la série Narcos: Mexico avant que le tournage ne soit reporté à cause de la pandémie.
En juillet 2020, c'est le premier homme à apparaître en couverture de Playboy pour la première version digitale du magazine. Dans le magazine, un article lui est consacré, intitulé Bad Bunny is Not Playing God (en français « Bad Bunny ne joue pas Dieu »),. Le mois suivant, sa chanson Pero ya no apparaît dans une publicité de la campagne de l'homme politique Joe Biden lors de l'élection présidentielle américaine de 2020. Le 20 septembre 2020, Bad Bunny donne un concert surprise, gratuit, en direct du haut d'un camion en traversant les rues de New York et en terminant à l'hôpital de Harlem. Avec un cortège comprenant la police et des véhicules, le camion avec le chanteur sur le toit a traversé le Bronx, Washington Heights jusqu'à Manhattan. En octobre 2020, il publie le single Dákiti, en duo avec Jhay Cortez. La chanson est incluse dans son album, El Último Tour Del Mundo (en), commercialisé le 27 novembre 2020 et décrit comme un disque personnel et ambitieux. Il devient le premier album entièrement en espagnol à atteindre la première place du Billboard 200 aux États-Unis. Bad Bunny devient l'artiste le plus écouté sur la plateforme musicale Spotify en 2020, une première pour un artiste non-anglophone.
Le 20 février 2021, le rappeur portoricain interprète La noche de anoche avec la chanteuse espagnole Rosalía et Te deseo lo mejor dans l'émission Saturday Night Live, animée par l'acteur britannique Regé-Jean Page, et apparaît dans les sketches musicaux préenregistrés Loco et Sea Shanty,. En juillet 2021, il est annoncé que Bad Bunny co-écrit et co-produit le cinquième album de l'artiste portoricain Tommy Torres, intitulé El playlist de anoche. Les mois suivant, il apparaît sur le single Volví d'Aventura et sort Lo Siento BB:/ avec Tainy et Julieta Venegas,. En septembre 2021, il figure dans le Time 100, la liste annuelle du magazine américain Time des 100 personnes les plus influentes du monde. Sa première tournée, El Último tour del mundo, est prévue aux États-Unis et au Canada. En décembre 2021, il est nommé artiste de l'année le plus écouté sur Spotify dans le monde, pour la deuxième année consécutive.

### Un verano sin ti(2022)
En avril 2022, Sony Pictures annonce que le rappeur est le personnage principal du film El Muerto, qui se déroule dans l'univers de Spider-Man et dont la sortie est prévue pour janvier 2024,. Le 6 mai 2022, le chanteur sort son cinquième album intitulé Un verano sin ti. C'est un immense succès dans plusieurs pays, hispanophones et anglophones. L'album débute à la première place du Billboard 200 aux États-Unis et reste no 1 durant 13 semaines. Bad Bunny devient une personnalité du monde de la « pop culture » dans ce pays.
Selon la Fédération internationale de l'industrie phonographique (IFPI), il est le quatrième « global recording artist » en 2022 : c'est la première fois qu'un artiste latino-américain atteint le top 5 et c'est la meilleure place jamais atteinte pour un artiste hispanophone. Un Verano Sin Ti est l'album le plus vendu en 2022 dans le monde selon l'IFPI et est encore le quatrième album le plus écouté dans le monde en 2023. Sa tournée est un succès : Bad Bunny figure à la première place mondiale pour les recettes en termes de tickets vendus en 2022, avec 435 millions de dollars pour 2,47 millions de spectateurs et 81 concerts. Le Monde souligne en 2023 qu'il est l'artiste le plus écouté sur les plates-formes de streaming depuis trois ans, réussissant un « tour de force » car « il a détrôné à cette place le Britannique Ed Sheeran et le Canadien Drake, avec des chansons interprétées uniquement en espagnol. »
En France, l'album est certifié platine pour 100 000 équivalents ventes en avril 2025, presque trois ans après sa sortie[réf. incomplète].

### Derniers albums (depuis 2023)
Ses deux albums suivants, Nadie sabe lo que va a pasar mañana en 2023 et Debí tirar más fotos en 2025, sont aussi no 1 du classement des albums aux États-Unis. Nadie sabe lo que va a pasar mañana s'éloigne du reggaeton festif. Bad Bunny, avec l'ensemble de son répertoire, est le deuxième artiste le plus écouté sur Spotify en 2023, derrière Taylor Swift, avec 16 milliards d'écoutes. Debí tirar más fotos (« J’aurais dû prendre plus de photos ») « puise aux racines de la musique portoricaine » : il ajoute au reggaeton la salsa et la plena, pour « rendre hommage à la culture portoricaine en mêlant tradition et modernité ». Bad Bunny se réjouit du succès de ses chansons les plus traditionnelles comme Baile inolvidable : « Mais musicalement, ce qui m'a le plus comblé, et là où je suis super impressionné, heureux et fier, c'est que les plus grandes chansons de l'album sont la salsa et la plena. Évidemment, j'ai créé ces chansons avec tout l'amour du monde. Mais, connaissant le marché, on aurait pu penser que le reggaetón brillerait le plus et que ces chansons passeraient inaperçues. »
Avec Debí tirar más fotos, ses ventes progressent dans des pays restés alors à l'écart de son succès. Au Royaume-Uni, l'album n'atteint pas le top 10 mais progresse : no 13 alors que ses deux albums précédents n'avaient pas dépassé la 60e place. C'est le cas aussi en Australie : il atteint la place no 16, une première pour Bad Bunny qui n'avait jamais atteint le top 50. En France, l'album atteint pour la première fois la première place du classement des albums, lors de sa troisième semaine, tandis que DtMF est aussi no 1 des singles. En France, le single est certifié platine en avril puis diamant en juin tandis qu'une autre chanson, Nuevayol, est certifiée platine. Baile inolvidable est certifiée or en mai. L'album est certifié platine ce même mois, quatre mois après sa sortie.

## Carrière sportive
Fan de catch depuis sa jeunesse, il fait ses débuts à la WWE le 31 janvier 2021 au Royal Rumble, il interprète sa chanson Booker T. Mais pendant le 30-Man Royal Rumble match, The Miz détruit sa table de mixage,. Le 15 février à Raw, il devient le nouveau champion 24/7 de la WWE en effectuant le tombé sur Akira Tozawa, aidé par Damian Priest qui a attaqué le Japonais dans les coulisses. Un mois plus tard à Raw, par respect pour la carrière d'R-Truth, il redonne le titre à ce dernier. Le 10 avril 2021 à WrestleMania 37, Damian Priest et lui battent John Morrison et The Miz.
Le 29 janvier 2022 au Royal Rumble, il entre dans son premier Royal Rumble match masculin en 27e position, élimine Dolph Ziggler et Sheamus avant d'être lui-même éliminé par le futur gagnant, Brock Lesnar. Le 24 avril 2023 à Raw, il fait son retour au show rouge, attaque Damian Priest avec un kendô stick et annonce que son ancien ami et lui vont s'affronter dans un San Juan Street Fight match à Backlash. Le 6 mai à Backlash, il bat Damian Priest dans un San Juan Street Fight match.

## Vie personnelle
De 2017 à 2022, il est en couple avec Gabriela Berlingeri, une créatrice de bijoux et mannequin portoricaine. 
Dans une interview pour le journal Los Angeles Times en 2020, il déclare que sa sexualité est fluide. Il ajoute : « En fin de compte, je ne sais pas si dans vingt ans j'aimerai un homme. On ne sait jamais dans la vie. Mais pour le moment, je suis hétérosexuel et j'aime les femmes. »
Depuis février 2023, il est en couple avec le mannequin américain Kendall Jenner. Leur relation est officialisée en octobre 2023 lors d'une campagne pour Gucci. En 2024, après 10 mois en commun, Kendall Jenner et Bad Bunny se séparent.

## Style musical et image

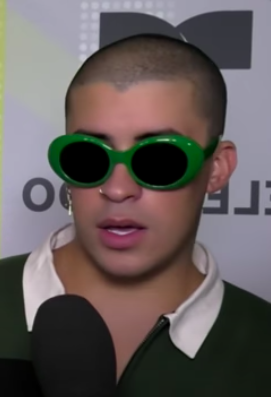
Bad Bunny pendant une interview en 2017.

### Style musical
Bad Bunny est considéré comme étant principalement un artiste de trap et de reggaeton. Comme le décrit un article du magazine Rolling Stone, il « chante et rappe avec un ton conversationnel en employant un ton bas et pâteux, des mélodies vicieuses et avec la cadence d'un rappeur. » Dans une interview pour Billboard, le rappeur déclare que ses plus grandes inspirations musicales sont Héctor Lavoe, Vico C, Daddy Yankee et Marc Anthony. Lors d'un épisode de Behind the Music (en), il parle de la place qu'occupe Ricky Martin dans la musique et les artistes latinos, et de la façon dont ce dernier a changé le paysage musical.

### Image publique
Il apparaît lors de remises de prix avec des ongles manucurés. Ben Beaumont-Thomas du journal The Guardian estime en 2020 que le style du rappeur influence les autres artistes, qui « partagent désormais souvent son mélange très coloré du streetwear et du tailleur. » Vanessa Rosales, de CNN, explique que « En rose, les fleurs et les shorts courts, Bad Bunny est le champion d'une nouvelle masculinité. »
En mars 2025, Bad Bunny apparaît comme la nouvelle la tête d'affiche de la récente campagne de Calvin Klein.

## Affaires judiciaires
En mars 2023, une femme qui avait entretenu une relation avec Bad Bunny de 2011 à 2016 a intenté une action en justice de 40 millions de dollars contre le rappeur et son manager pour utilisation non autorisée d'un enregistrement de sa voix. Selon le procès, un enregistrement de 2015 de la femme disant « Bad Bunny, baby » a été utilisé sans sa permission dans les chansons « Pa Ti » et « Dos Mil 16 »,.

## Discographie

### Albums studio
- 2018 : X 100pre (en)
- 2019 : Oasis, avec J Balvin
- 2020 : YHLQMDLG (en)
- 2020 : El Último Tour Del Mundo (en)
- 2022 : Un verano sin ti
- 2023 : Nadie sabe que lo va a pasar mañana
- 2025 : DeBÍ TiRAR MáS FOToS

## Filmographie

### Cinéma
- 2022 : Bullet Train de David Leitch : le « Loup »
- 2023 : Cassandro (en) de Roger Ross Williams : Felipe
- 2025 : Happy Gilmore 2 de Kyle Newacheck : le caddie de Happy Gilmore
- 2025 : Pris au piège - Caught Stealing (Caught Stealing) de Darren Aronofsky : Colorado

## Jeux vidéo
- WWE 2K23 : En tant que personnage jouable par DLC, existant en 2 packs. Le premier pack était inclus gratuitement aux personnes ayant précommandé le jeu et le second pack est basé sur son apparition au Backlash de 2023.
- WWE 2K24

## Récompenses
Il remporte trois Grammy Awards, neuf Latin Grammy Awards, huit Billboard Music Awards, trente Billboard Latin Music Awards, un MTV Video Music Awards, deux MTV Europe Music Awards, six American Music Awards, dix-neuf Lo Nuestro, trois IHeartRadio Music Awards, vingt-trois ASCAP, un Apple Music Awards, dix Latin American Music Awards, sept Spotify Music Awards, dix-sept Premios Juventud.